# 菅野澄男
菅野 澄男（かんの すみお、1954年3月12日 - ）は、福島県出身の元騎手。

## 来歴
1973年3月に東京・茂木為二郎厩舎からデビューし、菅原泰夫の弟弟子となる。
同4日の中山第8競走アラブステークス・アダタラオー（5頭中4着）で初騎乗を果たし、7月22日の福島第6競走アラブ4歳以上オープン・エキプレスで初勝利を挙げ、1年目の同年は3勝をマーク。
2年目の1974年には11月2日・3日の東京で初の2日連続勝利を記録したほか、11月10日の東京第2競走3歳新馬では7番人気のカブラヤオーに騎乗。スタートで、4コーナーからは外に逃げたが、1頭だけ大外の埒沿いを猛然と伸び、勝ったダイヤモンドアイより10馬身以上余分に走るロスがありながら1/2差迫る2着に入る。2戦目は普通のスタートを決め、4コーナー先頭の積極的な競馬で3馬身差の快勝、3戦目のひいらぎ賞ではスタートから飛ばして6馬身差で勝った。
明けて1975年には初戦のジュニアカップから菅原に乗り替わったが、第9回東京4歳ステークスでは菅原が主戦であった4戦無敗の牝馬テスコガビーもエントリーし、菅原が「自分の厩舎の馬はいつでも乗れるが、テスコガビーのような馬に乗るチャンスは滅多にないんだから、乗せてもらったらどうだ」という茂木のアドバイスでテスコガビーを選択したため、菅野がカブラヤオーに再び騎乗。
カブラヤオーの鞍上は、他厩舎のベテラン騎手を乗せる案もあったが、同馬担当の鍋倉豊厩務員などの反対もあって、菅野が務めることとなった。
競走前には菅原からテスコガビーの後をついてくるよう指示され、第4コーナーを回ってからの直線勝負を提案されたが、陣営からは「何がなんでも行け、遠慮なく行け」との指示もあった。
レースでは逃げたテスコガビーを向正面で加速がついて外から追い抜き、先頭で入った直線で内からに並びかけようとするイシノマサルに驚いで急に外に斜行するが、丁度そこにいたテスコガビーが壁のようになったことで態勢を立て直す。カブラヤオーは辛うじてテスコガビーにクビ差勝利し、菅野はカブラヤオーを重賞初勝利に導くと同時に自身唯一の重賞勝利を挙げた。
1976年には茂木の死去により、開業1年目の鈴木康弘厩舎に移籍。
カブラヤオーの復帰戦となった5月22日の東京オープンでは茂木の法事に出向いていた菅原の代役として久々に騎乗し、丸々1年ぶりのレースを人気に応え、新馬戦からの連勝記録は9に伸びた。次走の中山オープンではスタートの際、ゲートに頭をぶつけて脳震盪のような状態になり、11頭中11着と大敗を喫している。
カブラヤオーは他馬を見ると怖がって我を失うほどの臆病な馬であり、他の陣営に知られればレースが壊れてしまうほどの致命的な弱点を菅原は隠し通していたが、菅野には堅く口止めをして話したことがある。
1976年には11月7日の福島で初の1日2勝を挙げるなど自身唯一の2桁勝利で自己最多の14勝をマークし、12月4日の中山第2競走3歳未勝利では鈴木の初出走となったロアプランタン（13頭中11着）に騎乗。
1980年には斎藤籌敬厩舎に移籍するが、1985年9月21日の中山第1競走アラブ3歳勝入・ジーベンターボが最後の勝利となり、1986年6月1日の東京第3競走4歳未勝利・ナチュラルシロー（18頭中14着）を最後に引退。

## 騎手成績
| 通算成績 | 1着 | 2着 | 3着 | 4着以下 | 出走回数 | 勝率 | 連対率 |
| -------- | --- | --- | --- | ------- | -------- | ---- | ------ |
| 平地     | 62  | 67  | 66  | 743     | 938      | .066 | .138   |
| 障害     | 0   | 1   | 2   | 8       | 11       | .000 | .091   |
| 計       | 62  | 68  | 68  | 751     | 949      | .065 | .137   |

主な騎乗馬
- カブラヤオー（1975年東京4歳ステークス）